# 柴玲
柴 玲（さい れい、チャイ・リン、1966年4月15日 - ）は中華人民共和国の民主化活動家。六四天安門事件の学生指導者。

## 来歴
1987年北京大学心理学科を卒業、北京師範大学児童心理研究所で学位を取得。
六四事件時、ハンガー・ストライキ発起した一人であり、天安門広場絶食団を担当、保衛天安門広場指揮部の総指揮官だった。王丹、ウーアルカイシらとともに学生指導者として中国全土にニュース放映される。かつて別の学生指導者封従徳と夫婦関係だった。
六四事件後、中華人民共和国政府に指名手配される。1990年4月香港を経由してフランスへ国外逃亡。
後に封従徳と離婚し、アメリカ合衆国に留学して、2001年にはアメリカ人と結婚、三人の娘がいる。
1993年プリンストン大学の国際関係学と政治学の学位を取得、後にボストンベイン・アンド・カンパニーに勤務、1996年ハーバード・ビジネス・スクールに入学、1998年Master of Business Administrationの学位を得る。同年夫婦でコンピューター会社 Jenzabar, Inc，を創設、現在経営責任者。

## エピソード
1990年、ノルウェーの議員2名によって、ノーベル平和賞候補に推薦された（受賞者はミハイル・ゴルバチョフ）。